# انگلسبرگ
انگلسبرگ (به آلمانی: Engelsberg) یک شهر در آلمان است که در بایرن واقع شده‌است.

## خصوصیات
انگلسبرگ ۳۴٫۱۸ کیلومترمربع مساحت دارد ۵۱۷ متر بالاتر از سطح دریا واقع شده‌است.